# Al-Madalla (Afrin)
Al-Madalla (arab. المدللة) – wieś w Syrii, w muhafazie Aleppo, w dystrykcie Afrin. W 2004 roku liczyła 616 mieszkańców.